# Distephanus lastellei
Distephanus lastellei là một loài thực vật có hoa trong họ Cúc. Loài này được (Drake) H.Rob. & B.Kahn mô tả khoa học đầu tiên năm 1986.